# Louis-Constant Hébert
Pour les articles homonymes, voir Hébert.
Louis Constant François Jean Hébert est un homme politique français né le 22 avril 1756 à Dieppe (Seine-Maritime) et décédé le 2 janvier 1815 à Rouen (Seine-Maritime)
Avocat à Dieppe avant la Révolution, il est juge au tribunal civil de Rouen, puis à celui de Dieppe et enfin juge au tribunal d'appel de Rouen. Il est député de la Seine-Maritime de 1804 à 1815. Il est fait chevalier d'Empire en 1810.

## Sources
- « Louis-Constant Hébert », dans Adolphe Robert et Gaston Cougny, Dictionnaire des parlementaires français, Edgar Bourloton, 1889-1891 [détail de l’édition]

## Liens
- Ressource relative à la vie publique :   - Base Sycomore
- Notices d'autorité :   - BnF (données)